# 17e régiment d'infanterie (France)
Pour les articles homonymes, voir 17e régiment d'infanterie.
Le 17e régiment d'infanterie (17e RI) est un régiment d'infanterie de l'Armée de terre française créé sous la Révolution à partir du régiment d'Auvergne, un régiment français d'Ancien Régime.

## Création et différentes dénominations
- 18 avril 1776 : Le régiment d'Auvergne est dédoublé. 
Les 1er et 3e bataillons conservent le titre, les drapeaux et le costume du régiment d'Auvergne. 
Les 2e et 4e bataillons du régiment forment le régiment de Gâtinais[1].
- 1er janvier 1791 : À la Révolution, tous les régiments prennent un nom composé du nom de leur arme avec un numéro d’ordre donné selon leur ancienneté. Le régiment d’Auvergne devient le 17e régiment d’infanterie.
- 1794 : Amalgamé il prend le nom de 17e demi-brigade de première formation
- 1796 : Reformé en tant que 17e demi-brigade de deuxième formation
- 1803 : Renommé 17e régiment d'infanterie de ligne
- 1814 : pendant la Première Restauration et les Cent-Jours, le régiment garde son numéro.
- 16 juillet 1815 : Comme l'ensemble de l'armée napoléonienne, il est licencié à la Seconde Restauration.
- 11 août 1815 : création de la légion de la Haute-Garonne
- 1820 : la 29e légion de la Haute-Garonne est amalgamée et renommée 17e régiment d'infanterie de ligne.
- 1887 : Renommé 17e régiment d'infanterie
- 1914 : à la mobilisation, donne naissance au 217e régiment d’infanterie
- 1922 : Définitivement dissous

## Colonels/chef-de-brigade
Ancien régime
Révolution et Empire
- 25 juillet 1791 : Guillaume Mathieu Dumas de Saint-Marcel[2] - Colonel
- 1er septembre 1793 : Pierre-Paul Botta - Chef de brigade (*)
- 1794 : Clère - Chef de brigade
- 1796 : Bord - Chef de brigade
- 1800 : Trébout - Chef de brigade
- 2 octobre 1802 : Nicolas François Conroux - Colonel (**)
- 26 décembre 1805 : Pierre Lanusse - Colonel (**)
- 1808 : Jacques-Alexandre Romeuf - Colonel
- 1809 : Jacques Joseph Oudet - Colonel
- 21 septembre 1809 : Louis Vasserot - Colonel (*)
- 1813 : Francois Susbielle - Colonel
- 1814 : Nicolas-Noel Gueurel - Colonel

Colonels tués ou blessés en commandant le régiment pendant cette période :
- colonel Conroux blessé le 2 décembre 1805
- colonel Lanusse blessé le 10 juin 1807
- colonel Oudet blessé le 20 avril 1809, mort des suites des blessures le 6 juillet 1809
- colonel Vasserot blessé le 17 août 1812 puis le 29 novembre 1812
- colonel Susbielle blessé le 30 août 1813

Officiers blessés ou tués en servant au 17e RI entre 1804 et 1815 :
- Officiers tués : 43
- Officiers morts de leurs blessures : 36
- Officiers blessés : 250

Restauration
- 1815: De la Roche Fontenille - colonel
- 1822: Hector d'Aubusson de la Feuillade - colonel
- 1829: André Jean Alexandre Duprat - colonel
- 1830: Baron de Veillans - colonel
- 1835: François Régis Carcenac - colonel
- 1847: Nicolas Constantin Sonnet - colonel

IIe République et Second Empire
- 1852 : Le Febvre - colonel
- 1852 : Le Brun - colonel
- 1854 : Pecqueux - colonel
- 1860 : Adam - colonel
- 1861 : Elphège Louis Adhémar de Lantagnac - colonel
- 1864 : Louis de Colomb - colonel
- 1865 : Valentin Weissemburger [3]- colonel

IIIe et IVe République
- 1875 : Valessie - colonel
- 1884 : Belin - colonel
- 1889 : Ravez - colonel
- 1894 : Rigollet - colonel
- 1914 : colonel Brue
- 1914 : chef de bataillon puis colonel Mareschal.
- 1916 : lieutenant-colonel Paitard, tué à son poste de commandement par un obus, le 1er juin 1918, à Pernant.
- 1918 : chef de bataillon Carré
- 1918 : chef de bataillon Gonse
- 1918 : lieutenant-colonel Péan

## Historique des garnisons, combats et bataille du17eRI de ligne

### Guerres de la Révolution et de l'Empire

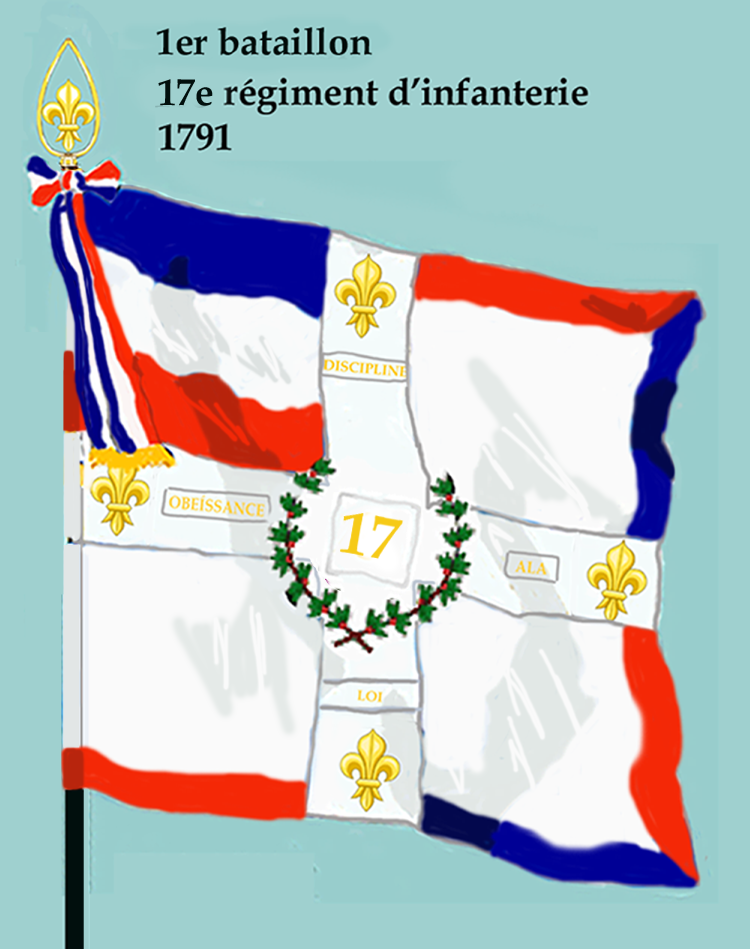
Drapeau du 1er bataillon du 17e régiment d'infanterie de ligne de 1791 à 1793
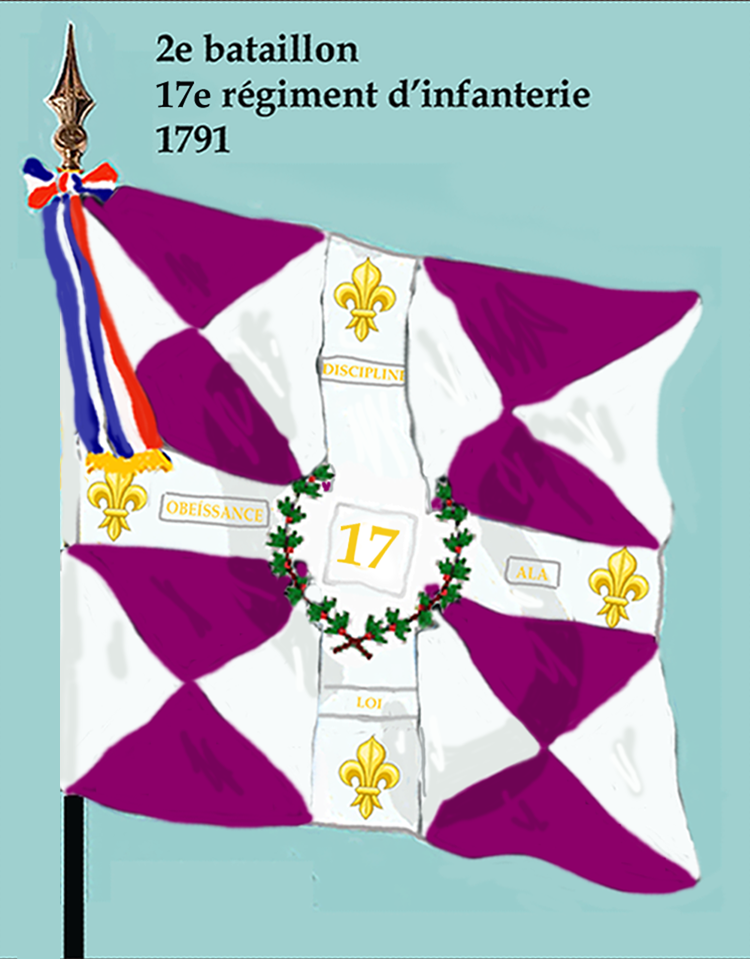
Drapeau du 2e bataillon du 17e régiment d'infanterie de ligne de 1791 à 1793

Le 31 août 1790 : le régiment est engagé dans l'Affaire de Nancy.
En juin 1791 : En garnison à Phalsbourg le 17e se révolte et chasse ses officiers qui émigrent en juillet.
Depuis 1791, les monarchies d'Europe assistent avec préoccupation à la Révolution française et ses bouleversements et se demandent s'ils doivent intervenir, soit pour aider Louis XVI, soit pour profiter du chaos en France. 

Le 27 août 1792, Léopold II et le roi Frédéric-Guillaume II de Prusse, après avoir reçu en consultation des nobles émigrés français, publièrent la déclaration de Pillnitz qui déclarait l'intérêt des monarques d'Europe au bien-être de Louis XVI et de sa famille et menaçaient de vagues mais graves conséquences quiconque les agresserait.

L'Assemblée nationale législative déclara la guerre à l'Archiduché d'Autriche lors du vote du 20 avril 1792 après que le ministre des Affaires étrangères, Dumouriez, lui ait présenté une longue liste de griefs. 

Alors que le gouvernement révolutionnaire levait frénétiquement des troupes fraîches et réorganisait ses armées, une armée alliée, essentiellement prussienne, commandée par Charles-Guillaume-Ferdinand, duc de Brunswick se rassembla à Coblence sur le Rhin. 

En juillet, l'invasion commença et l'armée de Brunswick prit facilement les forteresses de Longwy et de Verdun.
- En 1792, 1er bataillon et la compagnie de grenadiers du 2e se rendirent à l’armée du Nord, commandée par La Fayette.
Le reste du régiment est placé à Metz et fait partie de l'armée du centre sous Kellermann.
  - Le 20 septembre 1792, les deux bataillons du 17e régiment d'infanterie se trouvent ainsi à la bataille de Valmy. Après l'évacuation de la France par les Prussiens les 2 bataillons du 17e régiment suivent Dumouriez en Belgique et combattent
  - le 6 novembre 1792 à la bataille de Jemappes puis
  - le 1er décembre 1792, rattaché à l'armée de la Moselle, le régiment effectue l'expédition de Trèves.

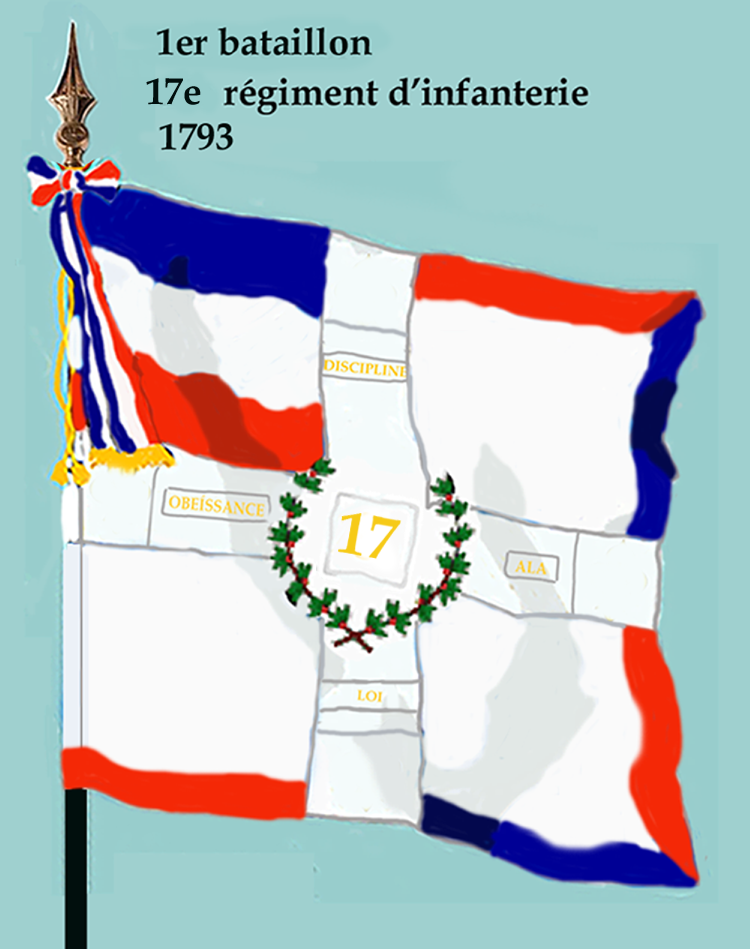
Drapeau du 1er bataillon du 17e régiment d'infanterie de ligne de 1793 à 1804
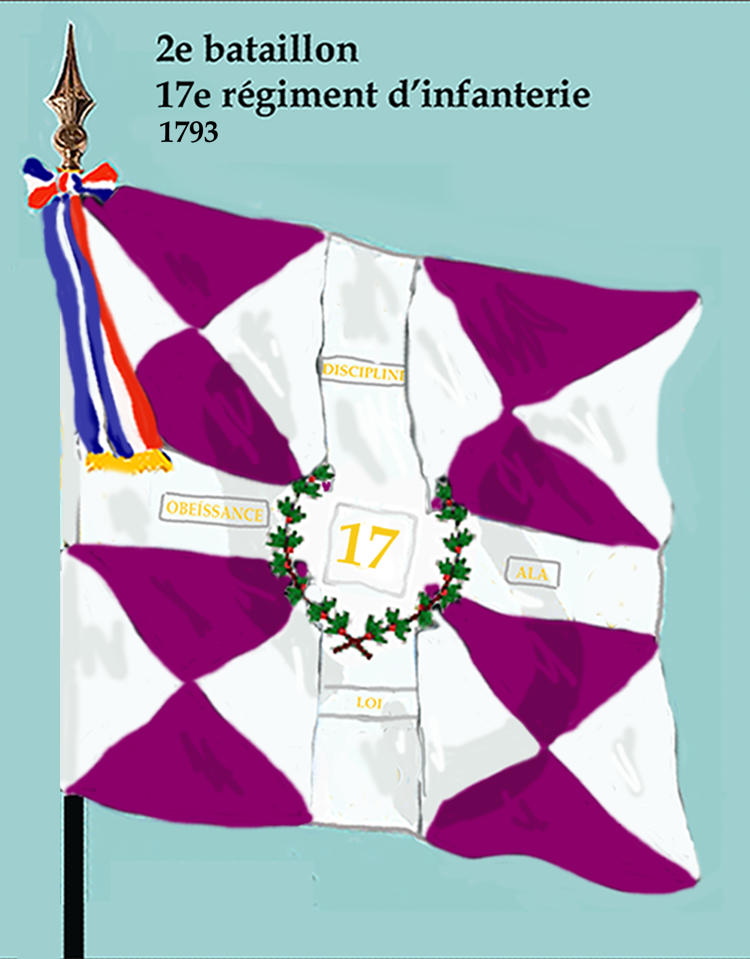
Drapeau du 2e bataillon du 17e régiment d'infanterie de ligne de 1793 à 1804

- En 1793, le régiment est
  - le 18 mars 1793 à la bataille de Neerwinden qui se termine par un désastre. Après la malheureuse issue de cette dernière journée, l’armée française se retire sur Kumtich et Pellenberg.
  - Le 22 mars les impériaux lancent une attaque générale sur Pellenberg et Korbeek. Les grenadiers hongrois s'emparent de Bierbeek, qui couvrele front de la division Le Veneur. Ce dernier envoi alors 17e RI à la rescousse. Le régiment, avec le colonel Dumas[2] en tête, se précipite au pas de charge et à la baïonnette sur les Hongrois et les chasse de Bierbeek après leur avoir pris 2 canons et tué la moitié de leurs bataillons. 
Toutefois les troupes françaises, démoralisées par la défaite de Neerwinden évacuent la Belgique en direction de Valenciennes.
Pendant cette retraite, 17e RI prend part à tous les petits combats d'arrière-garde livrés en Condé et Valenciennes et en particulier
  - le 8 mai près de Raismes, ou le 17e RI effectua une retraite, d'arrière-garde lente et bien ordonnée sous le feu des batteries autrichiennes.
  - Du 15 septembre au 17 octobre il est à la défense de Maubeuge et
  - le 16 octobre il participe à la bataille de Wattignies

- En 1793 et 1794, le 1er bataillon du 17e régiment d'infanterie ci-devant Auvergne continue de servir à l'armée du Nord et participe à la conquête de la Hollande en 1794 tandis que le 2e bataillon est à l'armée de Sambre-et-Meuse et participe à ses campagnes.
  - Conformément aux lois du 21 février, du 12 août 1793 et au décret de la Convention du 17 nivôse an II (8 janvier 1794), on s'occupait de l'embrigadement des troupes de ligne avec les bataillons de volontaires.

Lors de la réorganisation du 15 août 1794 :
- le 1er bataillon du 17e régiment d'infanterie de ligne «ci-devant Auvergne » est amalgamé avec
- le 10e bataillon de volontaires de Seine-et-Oise dit bataillon de Versailles et
- le 2e bataillon de volontaires de la Nièvre

pour former la 33e demi-brigade de première formation qui sera incorporée dans la 17e demi-brigade de deuxième formation lors du second amalgame.

Lors de la réorganisation du 26 avril 1794,
- le 2e bataillon du 17e régiment d'infanterie de ligne « ci-devant Auvergne » est amalgamé avec
- le 3e bataillon de volontaires de la Meuse et
- le 4e bataillon de volontaires de la Moselle

pour former la 34e demi-brigade de première formation qui sera incorporée dans la 43e demi-brigade de deuxième formation lors du second amalgame.

Ainsi disparaît pour toujours le 17e régiment d'infanterie ci-devant Auvergne, partageant le sort de tous ces vieux régiments qui depuis deux siècles avaient défendu si intrépidement la patrie contre toutes les coalitions.
- La 17e demi-brigade est formée de l'amalgame du 1er bataillon du 9e régiment d'infanterie (ci-devant Normandie) avec le 2e bataillon de volontaires de l'Indre et le 3e bataillon de volontaires de la Seine-Inférieure.

- En 1794, on retrouve la 17e demi-brigade
  - Le 26 juin, à la bataille de Fleurus
  - À partir d'octobre au blocus de Mayence
- En l'an VI le régiment fait partie de l'armée de Rhin-et-Moselle puis
- On retrouve le régiment en 1797 le
  - 20 avril 1797 à la bataille de Diersheim
- En 1799 le régiment est signalé
  - 26 mars-30 mars bataille de Pastrengo
  - 5 avril : Bataille de Magnano
  - 27 avril : Bataille de Vaprio,
  - 2 - 5 juin : Première bataille de Zurich
  - 19 juin : Bataille de la Trébie,
  - 15 août : Bataille de Novi
  - 28 septembre Combat de Mondovi[6]
  - 4 novembre 1799 : Bataille de Genola
- 1801 : Sénégal[réf. nécessaire]

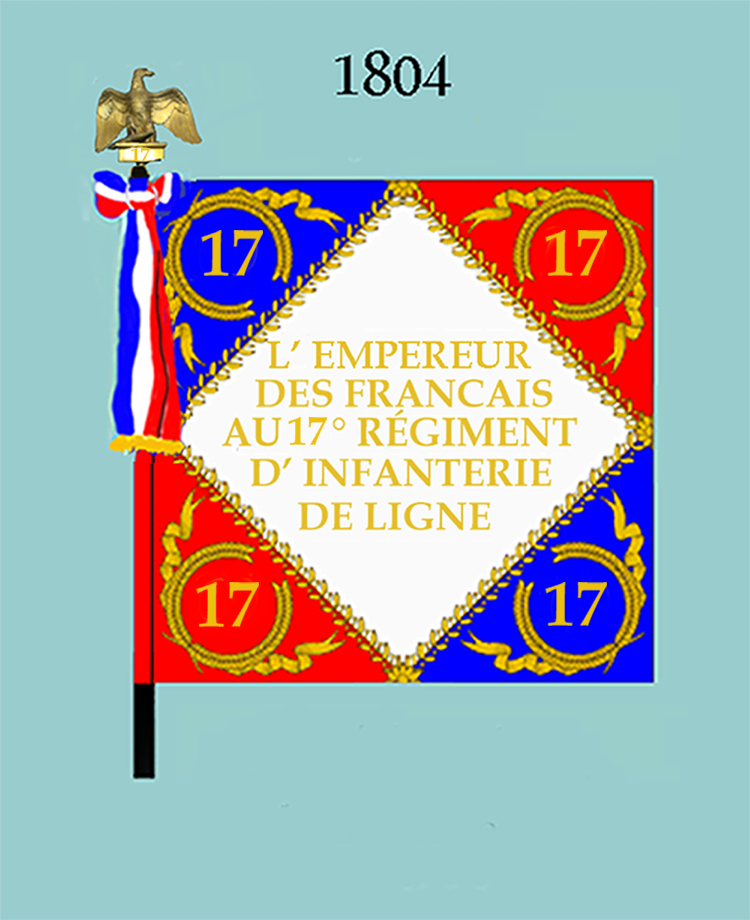
Drapeau modèle de 1804 (avers)
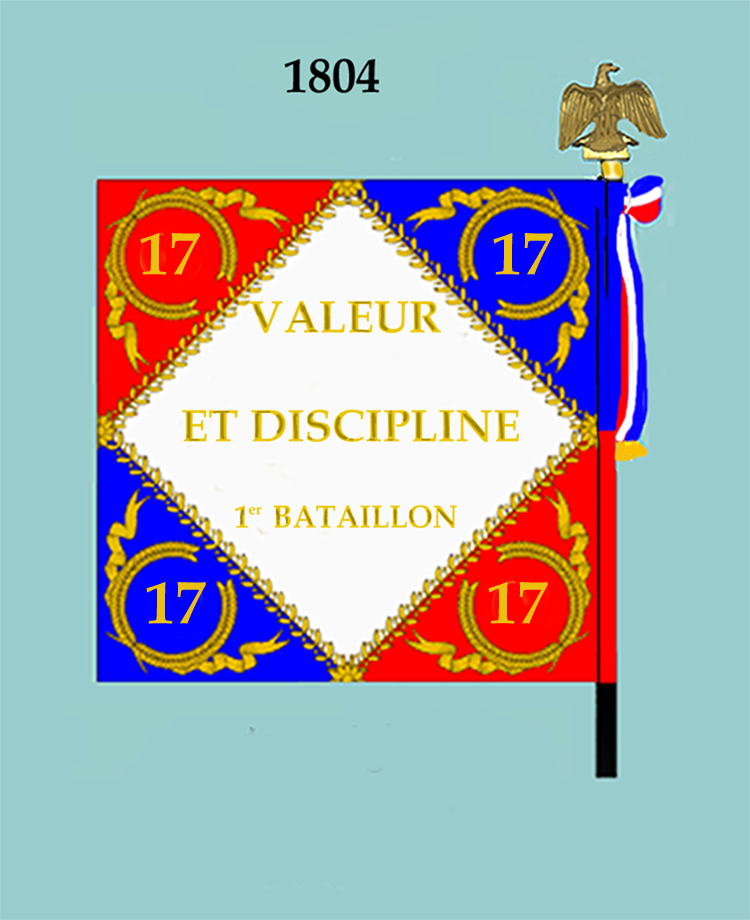
Drapeau modèle de 1804 (revers)

- 1805 : Campagne d'Allemagne
  - 2 décembre : Bataille d'Austerlitz
- 1806 : Campagne de Prusse
  - 14 octobre : Bataille d'Iéna
  - Bataille de Schleiz,
  - Bataille d'Auerstaedt
  - Bataille de Golymin
- 1807 : Campagne de Pologne
  - 8 février : Bataille d'Eylau
  - Bataille d'Heilsberg
- 1809 : Guerre d'indépendance espagnole, Campagne d'Allemagne et d'Autriche
  - Bataille de Braga,
  - bataille de Tann,
  - bataille d'Eckmühl,
  - Bataille d'Essling
  - Bataille de Wagram

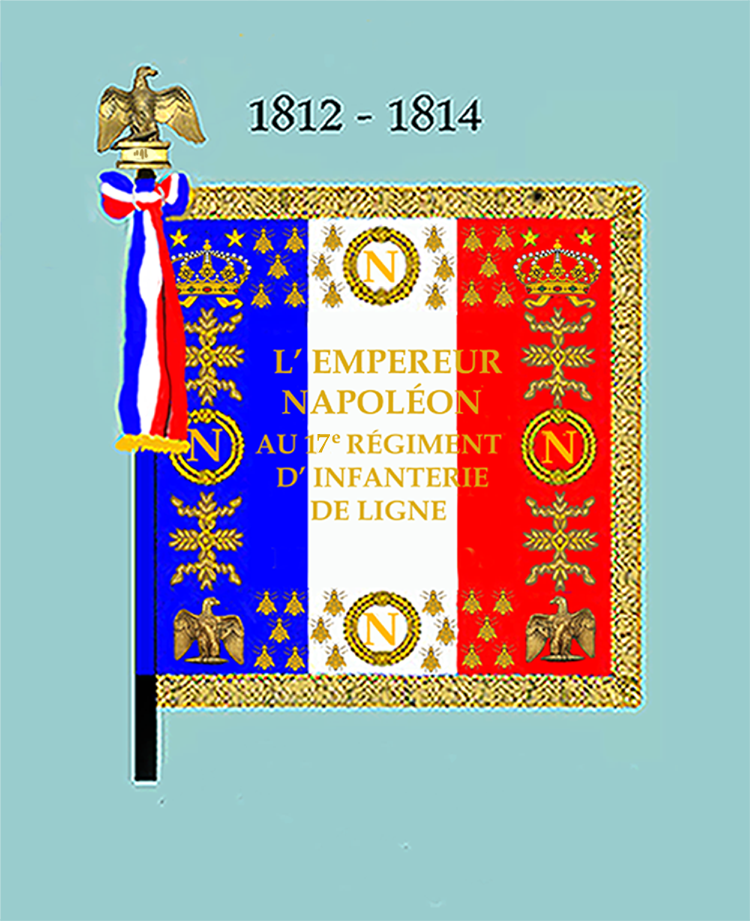
Drapeau modèle de 1812 (avers)
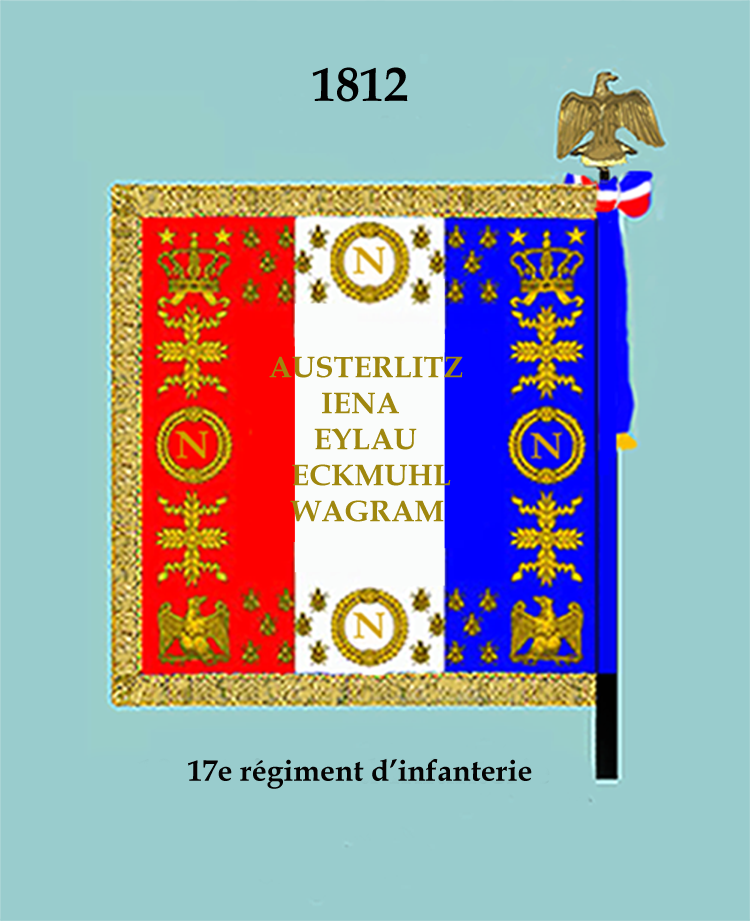
Drapeau modèle de 1812 (revers)

- 1812 : Campagne de Russie
  - Bataille de Smolensk,
  - Bataille de la Moskova,
  - Bataille de Viazma
  - Bataille de Krasnoï
- 1813 : Campagne d'Allemagne
  - Bataille de Dresde,
  - Bataille de Kulm,
  - Teplice
  - Siège de Stettin
- 1814 : Campagne de France
  - Siège de Berg-op-Zoom
  - Bataille de Courtrai

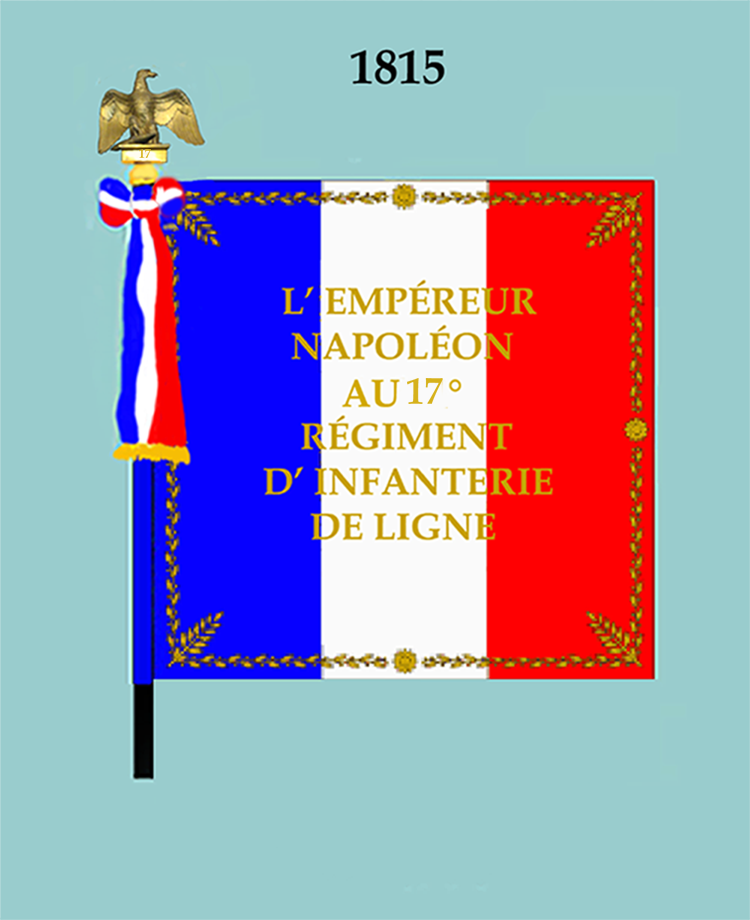
Drapeau modèle de 1815 (avers)
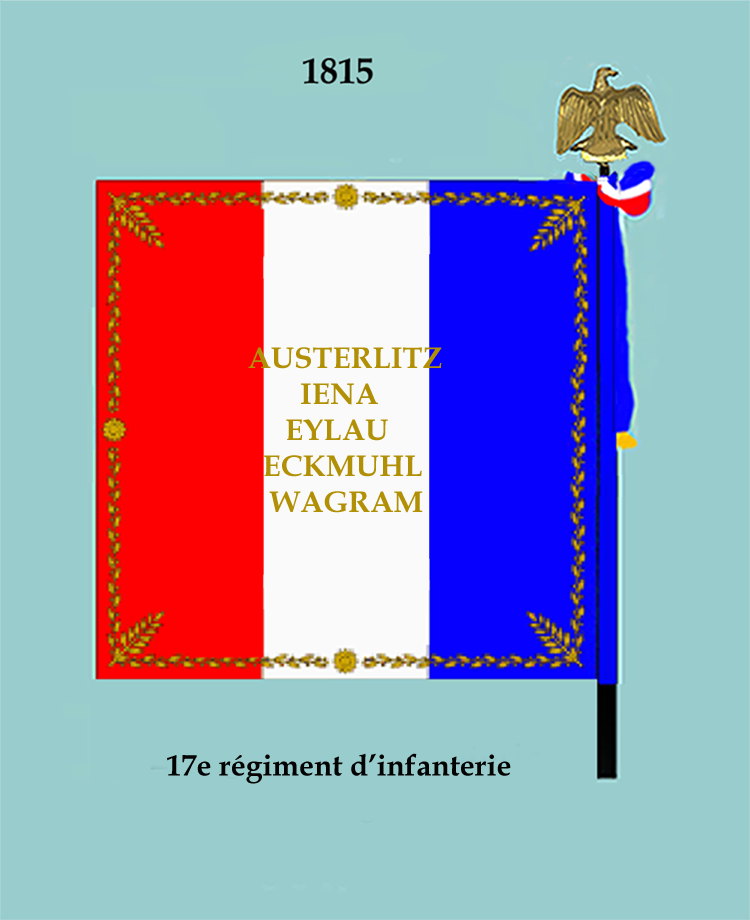
Drapeau modèle de 1815 (revers)

- 1815 : Campagne de Belgique
  - Bataille de Waterloo

Après la seconde abdication de l'Empereur, Louis XVIII réorganise de l'armée de manière à rompre avec l'héritage politico-militaire du Premier Empire.
A cet effet une ordonnance du 16 juillet 1815 licencie l'ensemble des unités militaires françaises.
Le fond du 17e régiment de ligne entre dans la composition de la 20e légion départementale des Côtes-du-Nord.

### De 1815 à 1852
- 11 août 1815 : à la Restauration, Louis XVIII organise l'armée en légions départementales afin de casser l'esprit des anciens régiments impériaux. Création de la Légion de la Haute-Garonne qui deviendra en 1817 la 17e légion de la Haute-Garonne.
- 1830 :Les 2 premiers bataillons participent à la conquête de l'Algérie
  - 24 juin : Bataille de Sidi Khalef
  - 25 au 29 juin Bataille de Dély Ibrahim[7]
  - 5 juillet : Prise d'Alger
  - 17 au 19 novembre : expédition de l'Atlas
  - 17 décembre : le régiment est envoyé à Oran
  - novembre 1831 : le régiment rentre en France

- 1830 : Une ordonnance du 18 septembre créé le 4e bataillon et porte le régiment, complet, à 3 000 hommes[8].

En 1831, le régiment est envoyé au Portugal

### Second Empire
Par décret du 2 mai 1859 le 17e régiment d'infanterie fourni 1 compagnie pour former le 102e régiment d'infanterie de ligne.
1864 et 1865 : en Algérie
16 juin 1869 : présence lors de la grève générale des mineurs du bassin de la Loire à La Ricamarie qui aboutit à la fusillade dite « du Brûlé », faisant 14 morts dont un bébé.
Guerre de 1870

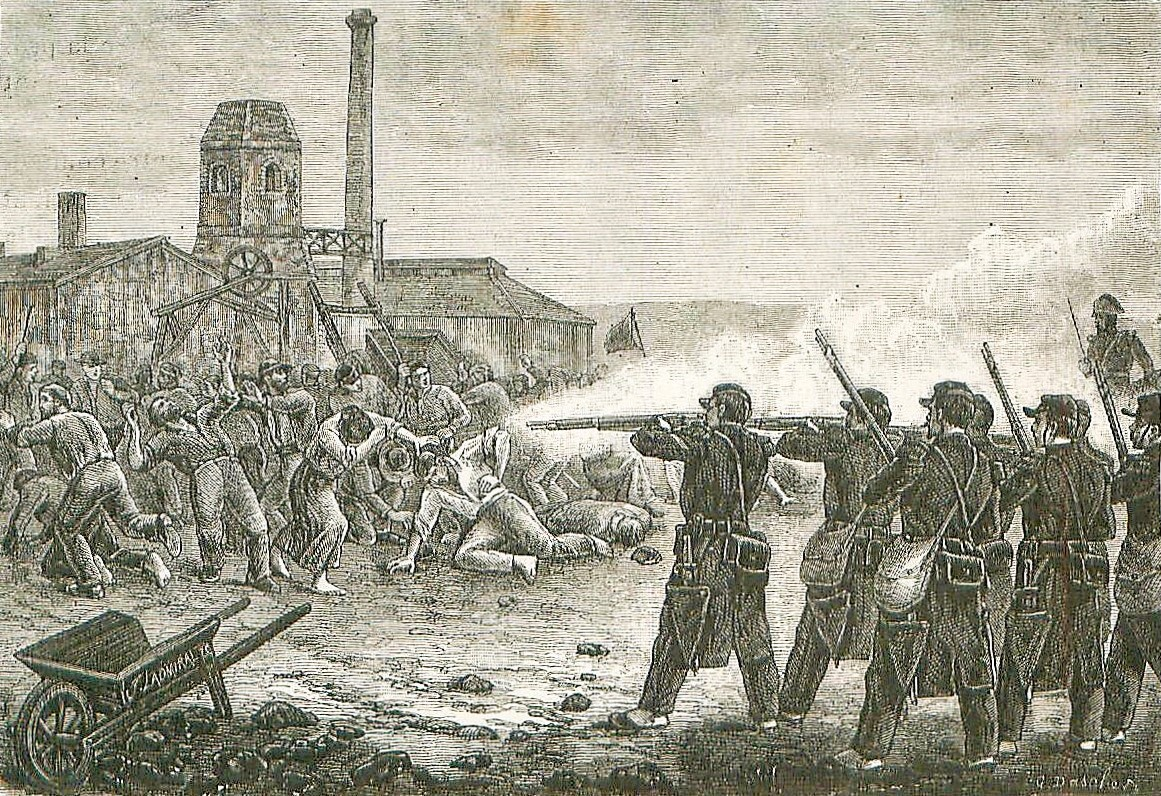
Civils et mineurs de fonds tués par l'infanterie lors de la fusillade du Brûlé à La Ricamarie, le 16 juin 1869

Au 1er août 1870, le 17e régiment d'infanterie de ligne fait partie de l'Armée du Rhin.
Avec le 19e bataillon de chasseurs à pied du commandant De Marqué et le 27e régiment d'infanterie du colonel De Barolet, le 17e forme la 1re Brigade aux ordres du général Antoine Dominique Abbatucci. 

Cette 1re brigade avec la 2e brigade du général Charles Louis de Fontanges de Couzan, deux batteries de 4 et une batterie de mitrailleuses, une compagnie du génie constituent la 3e Division d'Infanterie commandée par le général de division Joseph Florent Ernest Guyot de Lespart. Cette division d'infanterie évolue au sein du 5e Corps d'Armée ayant pour commandant en chef le général de division Pierre Louis Charles de Failly.
- Siège de Bitche
- 29 août : combat de Bois-des-Dames
- 30 août : Bataille de Beaumont
- Armée de Chalons; bataille de Sedan.

### De1871à1914

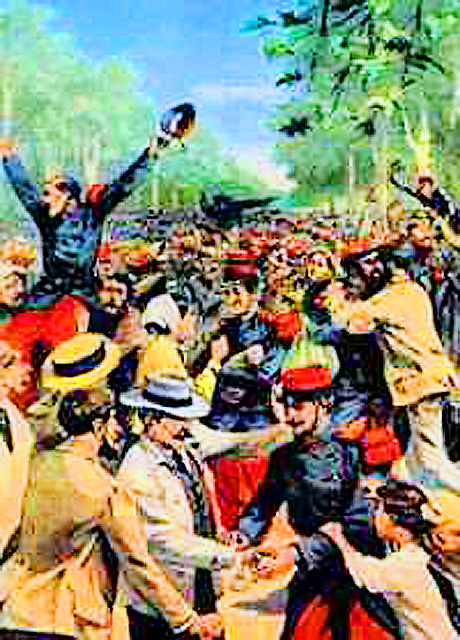
La fraternisation des soldats du 17e et des Biterrois sur les Allées Paul Riquet

De 1881 à 1883, un  bataillon est envoyé en Algérie
Lors de la réorganisation des corps d'infanterie de 1887, le régiment fourni un bataillon pour former le 160e régiment d'infanterie
Cantonné à Béziers et Agde depuis le début de la IIIe République, ce régiment languedocien refuse d'appliquer les consignes répressives à l'encontre des viticulteurs du Languedoc ayant pris part aux émeutes viticoles de 1907.
Victimes de la surproduction, les vignerons manifestent contre les fraudes et les importations. Dans une région où la vigne est une activité essentielle, la crise mobilise les populations et, en mars 1907, revendications et manifestations se multiplient sous l'égide de Marcelin Albert, petit propriétaire et cafetier, et du maire de Narbonne, Ernest Ferroul.
En juin, des tirs du 10e régiment de cuirassiers de Lyon font plusieurs morts. Lorsque le 17e RI, qui incorpore des appelés de la région, est déplacé de Béziers à Agde, au moment des événements de Narbonne, ses hommes s'inquiètent du sort des Biterrois livrés à la soldatesque, et plusieurs centaines d'entre eux, au mépris des ordres, regagnent Béziers, « crosse en l'air », et s'installent en plein centre-ville avec de nombreux soutiens (21 juin 1907). Cette désobéissance, apothéose de la crise, cesse bientôt sans incident majeur, tandis que le gouvernement vote une loi sur la chaptalisation. Montéhus compose une chanson en mémoire de cette mutinerie : Gloire au 17e.

La négociation et l’ampleur du mouvement permettent d’éviter une punition collective : les mutins du 17e sont affectés à Gafsa (Tunisie),, lieu de cantonnement de compagnies disciplinaires ; mais ils restent en dehors de ce cadre, sous un statut militaire ordinaire. Il n'y eut donc pas de sanctions pénales à la révolte du 17e, contrairement à la légende qui courut à ce sujet, ni de mises en première ligne en 1914.
Le régiment est ensuite déplacé à Gap puis près d'Épinal en 1914, avec un bataillon à Rambervillers et deux bataillons à la caserne Haxo de Golbey.

### Première Guerre mondiale
Affectation : 25e brigade d'infanterie/13e division d’infanterie/21e corps d'armée d'août 1914 à décembre 1916.
170e  division d'infanterie de décembre 1916 à l'armistice.

#### 1914
- opérations de la Ire armée, victoires de Lorraine : Badonviller, Donon,
- 25 août - 4 septembre : Bataille du col de la Chipotte
- Bataille de la Marne, 5 au 13 septembre
- Course à la mer et la bataille des Flandres

#### 1915
- Mars : le dépôt du 17e RI forme deux compagnies du 414e régiment d'infanterie.

- 19 août 1915 : combat de Notre-Dame-de-Lorette dans le Pas-de-Calais.
- offensive d'Artois et offensive de septembre : Souchez, Givenchy

#### 1916
- Bataille de Verdun
- Bataille de la Somme : Estrée, Ablaincourt, Génermont

#### 1917
- Juin à septembre: l'Aisne - secteur de Sancy - Villers-Cotterêts -
- Octobre: Bataille de la Malmaison
- Novembre: région de Meaux - déplacement vers la Somme
- Décembre: Vosges - Bruyères - secteur Celles-sur-Plaine - La Chapelotte

#### 1918
- Parly, Soissons, Amblény, Auberive, Saint-Hilaire, Somme-Py

### Entre-deux-guerres
Le régiment a été dissous le 1er juillet 1922 et n'a plus figuré depuis cette date à l'ordre de bataille de l'armée française.
Amalgamé en 1921 dans le 92e régiment d'infanterie[réf. nécessaire], qui porte, depuis, la tradition du régiment d'Auvergne car installé à Clermont-Ferrand, mais n’a pas inscrit ses batailles sur son drapeau.

## Drapeau
Le drapeau tricolore porte, cousues en lettres d'or dans ses plis, les inscriptions suivantes

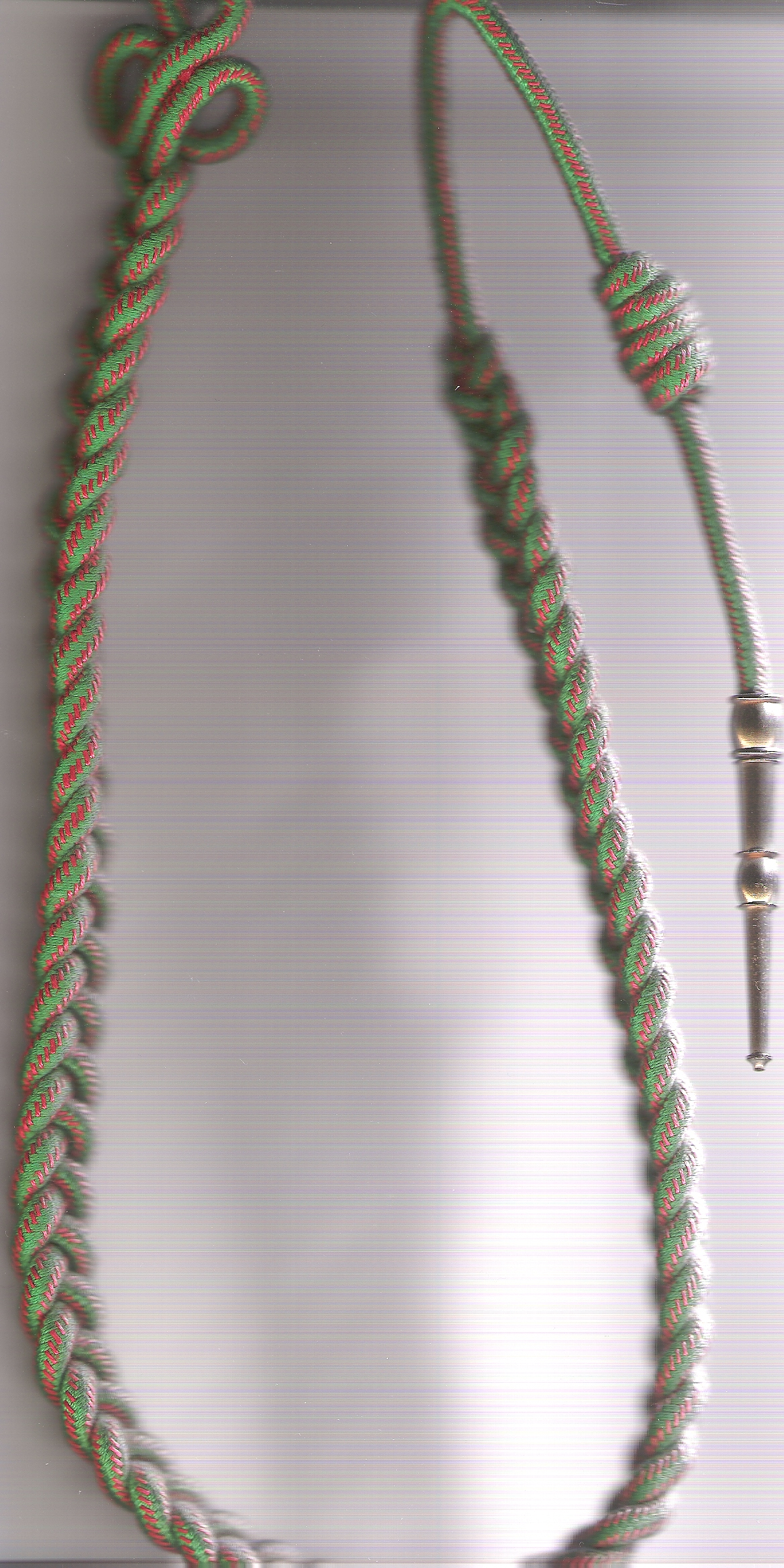
Fourragère aux couleurs du ruban de la croix de guerre 1914-1918

- Valmy 1792
- Austerlitz 1805
- Auerstaedt 1806
- Moskowa 1812
- Alger 1830
- Artois 1915
- Verdun 1916
- Somme-Py 1918

## Décorations
Sa cravate est décorée de la croix de guerre 1914-1918 avec 2 palmes (deux citations à l'ordre de l'armée).
Il a le droit au port de la fourragère aux couleurs du ruban de la croix de guerre 1914-1918.

## Personnalités ayant servi au17eRI
- Jean-François de Bourgoing (1748-1811), écrivain et diplomate, fut officier du régiment d'Auvergne lors de sa sortie de l'École militaire de Paris en 1768. Il n'a jamais combattu, ayant choisi la carrière diplomatique.
- Michel Combes colonel de la garde impériale, de la Légion, mort lors de la conquête de l'Algérie 1837.
- Eugène Cotte, antimilitariste, insoumis et anarchiste, il est incorporé de force en 1912 avant d'être réformé en 1913.
- Louis d'Assas du Mercou dit le chevalier d'Assas, capitaine en second des chasseurs d'Auvergne, tué à Clostercamp en 1760[19].
- Nicolas François Conroux, (1770-1813) alors chef de brigade.
- Louis Florimond Fantin des Odoards (1778-1866), alors major
- Le comte de Guibert (1743-1790), théoricien français de la guerre, y fait ses premières armes à 13 ans (1756) et y combat de 1758 à 1763 (guerre de Sept Ans).
- Pierre Denis de La Châtre (1763-1820), chef du 2e bataillon de l'Indre, amalgamé, le 1er septembre 1793, dans la 17e demi-brigade d'infanterie de bataille.
- Louis Alexandre Marie de Musset (1753-1839), marquis de Cogners, était officier au régiment d'Auvergne, tout en menant sa carrière d'écrivain.
- Le futur général Gabriel-François de Rougé (1729-1786) fut major au régiment d'Auvergne.
- Claude-Anne de Rouvroy (1743-1819), duc de Saint-Simon, cadet au régiment d'Auvergne ;
- Jean-Baptiste Donatien de Vimeur de Rochambeau, comte de Rochambeau (1725-1807), colonel du régiment d'Auvergne de 1757 à 1791, maréchal de France en 1791
- Raymond Tabournel (1872-1918), professeur d'histoire et directeur de l'École Sainte-Geneviève à Versailles. Capitaine au régiment à l'été 1915. Son nom est inscrit au Panthéon parmi les 560 écrivains morts au champ d'honneur pendant la Première Guerre mondiale.

## Sources et bibliographie
- Louis Susane, Histoire de l’ancienne infanterie française, Paris, Corréard, 1851
- Labayle (Éric) et Bonnaud (Michel), Répertoire des corps de troupes de l’armée française pendant la Grande Guerre, tome 1, L’infanterie métropolitaine Unités d’active, Notices historiques, Éditions Claude Bonnaud, 464 p.
- Ministère de la Guerre, Historiques des Corps de troupe de l’Armée Française 1569-1900, Paris, Berger-Levrault & Cie Éditeurs, 1900, 782 p., relié carton, 18 × 28 cm.
- Andolenko (Général), recueils d'historiques de l'infanterie française, 2e édition 1969, Eurimprim éditeurs, Paris, Imprimerie de Clairvivre Dordogne, relié 31,5 × 23,5 cm, 413 p.